# Díptic de Melun
La Marededeu de Melun o Verge amb el Nen i àngels forma part d'un díptic elaborat pel pintor francès Jean Fouquet. Està realitzat sobre fusta, i va ser pintat cap a 1450. Mesura 91 cm d'alt i 81 cm d'ample. S'exhibeix actualment en el Reial Museu de Belles Arts d'Anvers (Bèlgica).

## Història de l'obra
Va ser encarregada per Étienne Chevalier, cavaller de la cort del rei Carles VII de França. Fouquet acabava de tornar d'un viatge a Itàlia en el que va conèixer l'obra de Fra Angelico i Piero della Francesca. En aquesta mateixa època, el noble francès li va encarregar un llibre d'hores. El díptic es va disposar a la capella funerària d'Agnès Sorel a la col·legiata de Melun, amb la intenció de facilitar l'entrada de la mateixa al Regne Celestial.
Durant la Revolució francesa, els dos plafons es van separar i es van vendre. Actualment, la taula esquerra es troba al Museu de Berlín, mentre que la de la dreta es troba al Museu de Belles Arts d'Anvers. Del díptic procedeix també un petit tondo amb l'autoretrat de l'artista, ara en el Louvre.

## Anàlisi de l'obra
La taula dreta del díptic és la Mare de Déu amb el Nen, que es conserva a Anvers. Es tracta d'una imatge de dona molt bonica i elegant, de pell blanca i perfecta, front molt ample i amb corona de perles i pedreria subjectant un vel transparent. Porta una capa d'ermini i un vestit de seda grisa, mostrant el pit esquerre perfectament esfèric, imatge que té a veure amb el paper de Maria com a dida de la humanitat. Sosté el nen nu sobre el seu genoll esquerre. El tron sobre el qual se senta està decorat amb àgata, perles i pedres precioses. Envolten el tron nou àngels, disposats de manera que cada rostre està en posició diferent, els blaus són querubins i els vermells són serafins, segons deien els Pares de l'Església; es considera que l'elecció d'aquests colors per als àngels és influència de Fra Angelico.
Se suposa que la Verge d'aquesta obra és Agnès Sorel, amant del noble comitent, així com del rei Carles VII, i de la qual Chevalier era el marmessor testamentari. Es deia que era la dona més bonica de França.

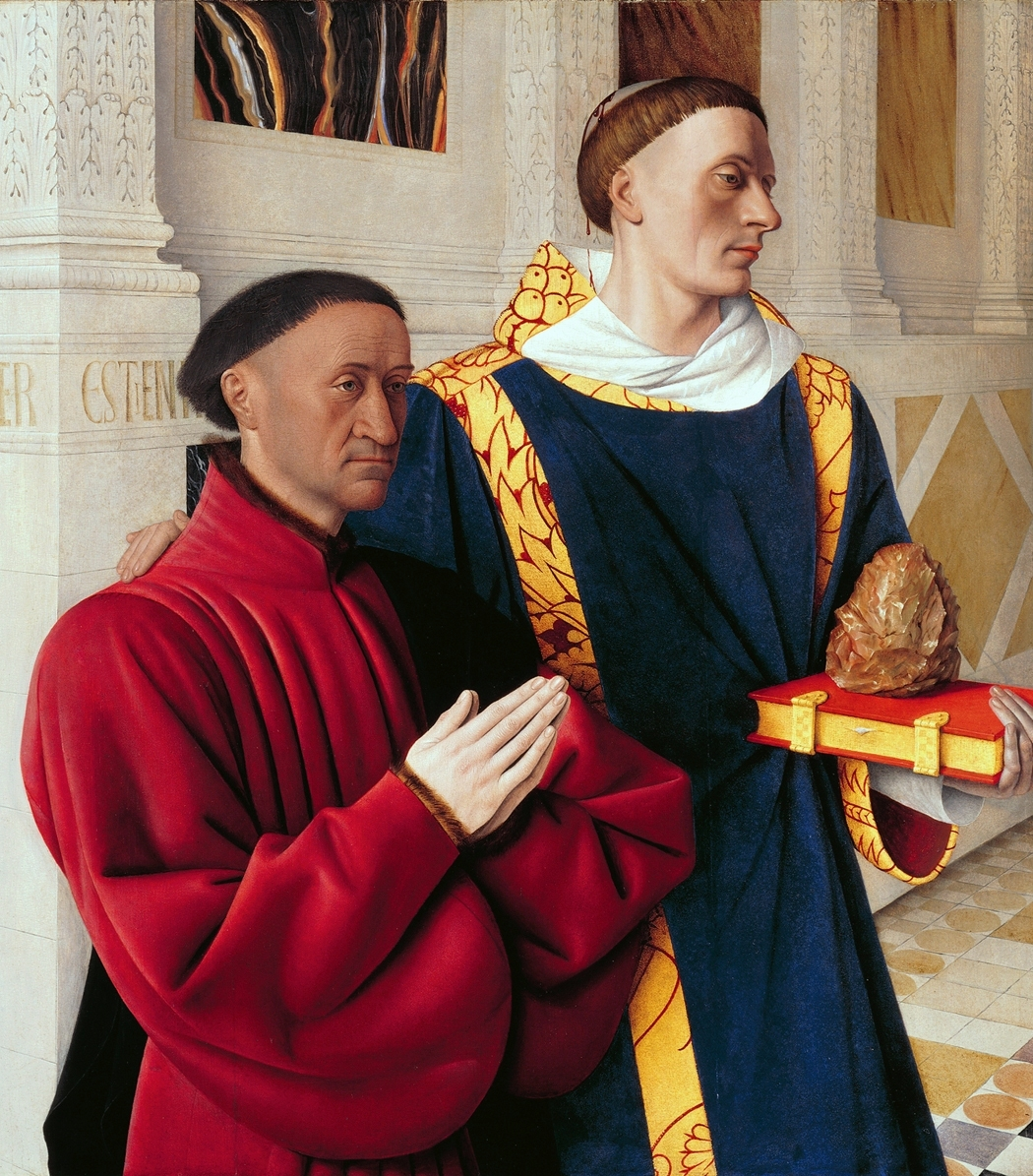
Taula esquerra del díptic

En la meitat esquerra està representat Étienne Chevalier amb el seu sant patró, sant Esteve. Aquesta altra taula mesura 93 × 85 centímetres. Sant Esteve apareix vestit de diaca. Sobre el llibre, sant Esteve porta una pedra punxeguda, símbol de seu martiri per lapidació. S'ha postulat que la pedra representa una destral acheuliana presa com a model per Fouquet.
Tractant-se d'un quadre religiós, resulta marcadament profà. La coloració és viva i la il·luminació potent. La forma que les figures s'ubiquen a l'espai obeeix a la influència italiana. L'interès amb el qual capta les teles, els marbres, les perles, les gemmes i l'or, així com la pell de tonalitat ivoriana és d'influència flamenca de Jan van Eyck.
És més realista la part esquerra, en la qual apareix el donant, que la dreta, en la qual hi ha la Mare de Déu en una composició molt idealitzada que sembla irreal.